# Mecistomela marginata
Mecistomela marginata là một loài bọ cánh cứng trong họ Chrysomelidae. Loài này được Thunberg miêu tả khoa học năm 1821.